# Daughters of the Dust
Daughters of the Dust is een Amerikaanse onafhankelijke film uit 1991 geregisseerd door Julie Dash. De film was de eerste bioscoopfilm geregisseerd door een Afro-Amerikaanse vrouw en werd in 2004 opgenomen in het National Film Registry.

## Plot
De film gaat over drie generaties Gullah-vrouwen die rond de eeuwwisseling moeten migreren van de Sea Islands naar het Amerikaanse vasteland.

## Rolverdeling
| Acteur              | Personage           |
| ------------------- | ------------------- |
| Cora Lee Day        | Nana Peazant        |
| Adisa Anderson      | Eli Peazant         |
| Alva Rogers         | Eula Peazant        |
| Kay-Lynn Warren     | ongeboren kind      |
| Kaycee Moore        | Haagar Peazant      |
| Cheryl Lynn Bruce   | Viola Peazant       |
| Tommy Hicks         | Mr. Snead           |
| Bahni Turpin        | Iona Peazant        |
| M. Cochise Anderson |                     |
| Barbara-O           | Yellow Mar          |
| Trula Hoosier       | Trula               |
| Umar Abdurrahman    | Bilal Muhammad      |
| Cornell Royal       | "Daddy Mac" Peazant |